# Велика шева
Велика шева (лат. Melanocorypha calandra) се гнезди у земљама са топлим умереним климатским условима око Медитерана и источно преко Турске до северног Ирана и јужне Русије. Даље на истоку га замењује његов сродник, азијска велика шева (Melanocorypha bimaculata).

## Таксономија
Врсту је први научно описао Карл фон Лине у свом издању дела „Systemâ Naturae“ из 1758. године под биномним називом Alauda calandra. Велика шева је првобитно била сврстана у род Alauda. Тренутни назив рода, Melanocorypha, потиче од старогрчких речи melas, „црн“, и koruphos, термина који су антички писци користили за сада непознату птицу, али је овде помешан са korudos, „шева“. „Каландра“ у крајњој линији потиче од речи kalandros, старогрчког имена за ову птицу. Азијска велика шева се понекад назива и велика шева.

### Подврсте
Препознате су четири подврсте:
- Melanocorypha calandra calandra западна велика шева (Linnaeus, 1766) - Налази се у јужној Европи и северозападној Африци до Турске (осим јужно-централне и југоисточне Турске), Закавказју и северозападном Ирану.
- Melanocorypha calandra psammochroa источна каландра шева (Hartert, 1904) - Пронађена од северног Ирака и северног Ирана до Туркменистана и Казахстана.
- Melanocorypha calandra gaza - (Meinertzhagen, R, 1919) - Првобитно описана као подврста азијске велике шеве. Налази се од источне Сирије и југоисточне Турске до југозападног Ирана
- Melanocorypha calandra hebraica Левантска каландра (Meinertzhagen, R, 1920) - Налази се од јужно-централне Турске и северозападне Сирије до Израела и западног Јордана.

## Опис
Велика шева је робусна шева, 17,5–20 цм дужине. То је врста неупадљивог изгледа на тлу, углавном прошарана сиво-смеђим пругама одозго и белом одоздо, и са великим црним мрљама на странама груди. Има бели суперцилијум.
Велика шевау лету показује кратка широка крила, која су одоздо тамна, и кратак реп са белим ивицама. Шаре крила и репа се разликују у односу на његове источније рођаке.
Песма је као спорија верзија песме пољске шеве.

## Распрострањеност и станиште
Велика шева углавном је станарица у западном делу свог ареала, али руске популације ове птице певачице су миграторније, крећући се даље на југ зими, све до Арабијског полуострва и Египта. То је веома ретка луталица у западној Европи.
Велика шева је птица отвореног станишта и степе. Гнездо је на земљи, у којем се полаже 4-5 јаја. Храна је семење које се допуњава инсектима током сезоне гнежђења. Друштвена је ван сезоне гнежђења.

## Понашање и екологија
Велика шева насељава отворене равнице, од степа и пашњака до екстензивних сувих житарских усева и правих степа са густим травнатим покривачем. У медитеранском басену се углавном налази на сувим пашњацима и сувим културама. У обрађеним подручјима преферира угаре, дуге угаре и ивице поља, а у мањој мери засејана поља, бирајући ненаводњавана поља махунарки и јечма. Врста је моногамна и полаже јаја од почетка априла до јула. Гнездо је направљено од стабљика траве и ситног лишћа, обложено мекшим материјалом и изграђено у плитком удубљењу на земљи, често испод бусена. Лежишта се обично састоје од три до шест јаја. Исхрана је сезонска, углавном се храни инсектима лети, а семењем и изданцима траве зими. Медитеранске популације су сталне, формирајући велика јата током јесени и зиме. Источне популације су миграторне или делимично миграторне.
Паразити велике шеве укључују паваши (Ricinus vaderi), описану на основу примерака сакупљених у Азербејџану.

## У култури
Песма велике шеве се сматра толико музикалном за људско ухо да је велика шева раније била популарна птица у кавезу у свом ареалу. Помиње се, на пример, у тосканској пословици „Canta come una calandra“, он или она пева као шева, и шпанској балади „Romance del prisionero“, где је њена песма једини начин да затвореник зна када свиће.